# Sara Roy
Pour les articles homonymes, voir Roy.
Sara Roy est une chercheuse et une économiste américaine. Elle participe au Centre pour les études sur le Moyen-Orient (Center for Middle Eastern Studies en anglais) à l'université Harvard. Elle a vécu plusieurs années dans la bande de Gaza dans les années 1980. Ses recherches – plus de 100 publications sur la politique et l'économie palestiniennes ainsi que sur le conflit israélo-palestinien – se concentrent sur l'économie des territoires palestiniens et plus récemment sur le mouvement islamique palestinien.

## Biographie
Dans une recension sur son livre publié en 2007 Failing Peace: Gaza and the Palestinian-Israeli Conflict, qui n'est pas encore traduit en français en décembre 2008, Bruce Lawrence écrit que « Roy est aujourd'hui la chercheuse la plus importante et la figure académique la plus largement respectée sur le sujet de Gaza ». Elle est membre du Comité Consultatif du American Near East Refugee Aid et du Centre pour les Études Américaines et juives à l'université de Baylor.
Lors d'une conférence sur le Mémoire de l'Holocauste à l'université de Baylor qui a été reproduite à plusieurs reprises, Roy explique que « l'Holocauste a été l'élément clé de ma vie ». Ses deux parents ont survécu à la Shoah, qui tua plus de 100 membres de sa famille étendue des shtetls juifs polonais. Son père, Abraham, est l'un des deux survivants connus du camp d'extermination de Chełmno, tandis que sa mère, Taube, a survécu à Halbstadt (Gross-Rosen) et Auschwitz. Ayant visité Israël à de nombreuses reprises dans son enfance, elle écrit qu'« il était peut-être inévitable que je suivrais le chemin qui me conduirait au problème israélo-palestinien ».